# 黑龙江生产建设兵团
黑龙江生产建设兵团，是1968年至1976年期间在黑龙江省设置的生产建设兵团。

## 简介
1963年，中共和苏共两党分歧公开化后，中苏两国边境摩擦不断。1966年1月，中共中央东北局向中共中央建议，组建生产建设兵团。中共中央肯定了中共中央东北局的报告，并且对投资、生产建设、管理体制等具体问题作了安排。1966年2月，中央下达了组建兵团的文件，同时，责成中国人民解放军沈阳军区挑选万名复转官兵作为兵团骨干。不久，“文化大革命”爆发，此项工作停顿。
在中苏关系紧张情况下，1968年6月18日，中共中央、国务院、中央军委、中央文革小组《关于建立黑龙江生产建设兵团的批示》（中发〔68〕98号）发出，批准成立黑龙江生产建设兵团。1968年7月，根据中发〔68〕98号文件，由东北农垦总局所属农场与黑龙江省部分省属农场、黑河农建一师、合江农建二师合编为中国人民解放军沈阳军区黑龙江生产建设兵团。兵团领导机关驻黑龙江省佳木斯市。按照沈阳军区指示，兵团由黑龙江省革命委员会和中国人民解放军黑龙江省军区代管。
兵团下辖5个师、58个团（内含3个独立团）。其中，第一师由黑河地区20个农场组成，耕地156万亩，职工2.2万人；第二师由合江地区北部（松花江以北）的11个农场（渔场）组成，耕地232万亩，职工4.7万人；第三师由友谊农场等17个农场组成，耕地410万亩，职工9.5万人；第四师由虎林农场、密山农场、兴凯湖农场等14个农场组成，耕地198万亩，职工4.2万人；第五师由嫩江地区九三农场、查哈阳农场、克山农场等22个农场组成，耕地243万亩，职工3.9万人；嘉荫农场、十一农场、红色草原农垦局分别改成独立一团、独立二团、独立三团。黑龙江生产建设兵团共有耕地1280万亩，职工25.5万人。
1969年，黑龙江生产建设兵团的规模不断壮大。1969年7月，经国务院、中央军委同意，在抚远地区新建黑龙江生产建设兵团第六师，辖13个团，番号是中国人民解放军沈阳军区黑龙江生产建设兵团第五十七团至六十九团。截至1969年10月，兵团已有2400余个连队，职工近60万人。
黑龙江生产建设兵团通过特殊的管理体制和组织形式，意在巩固边防、发展经济。兵团既是大型国营农业企业，又是国防力量，且在所属范围内统一管理政法、文教、金融、商业、外贸、税收等部门，成为党、政、军权合一，工、农、兵、学、商五位一体，相对独立的社会经济体系和半军事化组织。
1973年10月，黑龙江生产建设兵团移交中共黑龙江省委、黑龙江省革命委员会领导，更名黑龙江生产建设兵团。
1970年代，中苏关系和中苏边境的紧张形势缓和，以及黑龙江省同时存在两个农场管理机构的矛盾日益突出，不利于中共黑龙江省委一元化领导。1975年10月30日，中共黑龙江省委、黑龙江省革命委员会、中共黑龙江省军区委员会在征得中共沈阳军区党委同意后，向中央提出《关于加强党的一元化领导改变生产建设兵团体制的请示报告》。1975年12月27日，国务院和中央军委批准了该报告。
1976年2月25日，黑龙江省国营农场总局在佳木斯兵团俱乐部召开成立大会，同时宣告黑龙江生产建设兵团撤销。中共黑龙江省委副书记张林池在大会上宣读了《中共中央关于撤销黑龙江生产建设兵团的报告》和省委关于总局领导干部的任命书，由中共黑龙江省委任命中共黑龙江省委常委、中共鸡西市委书记孙子源任总局党委书记兼局长。随后，原黑龙江生产建设兵团军、师以上干部由中国人民解放军总政治部和沈阳军区负责安排，团以下干部原则上统一就地转业。

## 编制
1969年8月黑龙江生产建设兵团编制为：
- 兵团首长
  - 司令部
    - 办公室
    - 作训处
    - 军务处
    - 计划建设处
    - 生产处
    - 管理处
    - 司令部直属：通信班、卫生所、招待所、汽车班、勘测设计队

  - 政治部
    - 秘书处
    - 组织处
    - 宣传处
    - 保卫处
    - 政治部直属：报社、印刷厂

  - 后勤部
    - 财务处
    - 供销处
    - 运输机械处
    - 军械处
    - 卫生处
    - 后勤部直属：供应站、第一医院、红旗牧场、望哈农场

  - 一师
  - 二师
  - 三师
  - 四师
  - 五师
  - 六师
  - 独立一团
  - 独立二团
  - 独立三团
  - 黑龙江八一农垦大学
  - 佳木斯肉联厂
  - 化肥厂[1]

## 历任领导
| 司令员 - 汪家道（1968年—1975年，黑龙江省军区副司令员兼） 副司令员 - 颜文斌（1968年—1976年，第一副司令员主持工作） - 刘竹轩（1968年—1976年） - 王统（？—1976年） - 臧公盛（？—1976年） - 屈太仁（？—1976年） | 第一政治委员 - 潘复生（1968年—？，中共黑龙江省委第一书记兼黑龙江省军区第一政治委员兼） 第二政治委员 - 郭强（1968年—？） - 李少元（1969年—？，沈阳军区副政治委员兼） | 政治委员 - 任茂如（？—1976年） 副政治委员 - 程克廉（1968年10月—1970年，第一副政治委员） - 蒲更生（？—1976年） - 李子文（？—1976年） - 何瑾（？—1976年） |

| 参谋长 - 张忠志（1968年—1976年） 副参谋长 - 李光兮（？—1976年） - 贾子华（？—1976年） - 马汝川（？—1976年） - 鲍鳌（？—1976年） - 袁天禄（？—1976年） | 政治部主任 - 段景岳（1968年—1976年） 政治部副主任 - 汪洋（？—1976年） - 李江华（？—1976年） - 孙平（？—1976年） - 马跃龙（？—1976年） - 夏振东（？—1976年） |

| 后勤部部长 - 赵保全（1968年—1976年） 后勤部副部长 - 冯映离（1968年—？） - 顾延邦（？—？） - 晏绪伦（？—？） - 钱秉公（？—？） | 后勤部政治委员 后勤部副政治委员 - 刘子文（？—1976年） |